# Winna Góra (województwo dolnośląskie)
Winna Góra (niem. Karlsdorf-Weinberg) – wieś w Polsce położona w województwie dolnośląskim, w powiecie wrocławskim, w gminie Jordanów Śląski.

## Podział administracyjny
W latach 1975–1998 miejscowość należała administracyjnie do województwa wrocławskiego.

## Demografia
Według Narodowego Spisu Powszechnego (III 2011 r.) liczyła 50 mieszkańców. Jest najmniejszą miejscowością gminy Jordanów Śląski.

## Szlaki turystyczne
- Niebieski:  Strzelin - Pęcz - Piotrowice - Zielenice - Suchowice - Jordanów Śląski - Glinica - Winna Góra - Gozdnik - Przełęcz Sulistrowicka - Przełęcz Słupicka - Radunia - Przełęcz Tąpadła - Ślęża - Sobótka-Górka[4]